# Earl De La Warr

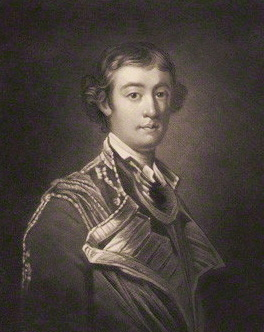
John West, 2. Earl De La Warr

Wappen des heutigen Earls De La Warr

Earl De La Warr ist ein erblicher britischer Adelstitel in der Peerage of Great Britain.
Familiensitz der Earls ist das Anwesen Buckhurst Park in East Sussex.

## Verleihung
Der Titel wurde am 18. März 1761 von König Georg III. für John West, 7. Baron De La Warr geschaffen.

## Nachgeordnete Titel

### Baron De La Warr
Der 1. Earl trug bereits seit 1723 den Titel Baron De La Warr, der 1572 in zweiter Verleihung in der Peerage of England für seinen Ur-ur-ur-ur-Großvater William West geschaffen worden war.
Die Baronie De La Warr zweiter Verleihung birgt auch vorrangige Erbansprüche auf den Baronstitel erster Verleihung in der Peerage of England von 1299. Die genaue rechtliche Situation bezüglich der zweiten Verleihung ist unklar. Oft lassen sich aus der mittelalterlichen Praxis klare und einheitliche erbrechtliche Regeln erkennen, die bis in die Gegenwart fortgeschrieben werden können. Es gibt aber viele Fälle, in denen dies nicht leicht fällt, sei es, weil besonderes örtliches Gewohnheitsrecht angewendet wurde oder weil Ausnahmen gemacht wurden. Dies ist ein solcher Fall. Der 1. Baron zweiter Verleihung war als Enkel des 8. Barons erster Verleihung berechtigter Erbe in männlicher Linie. Die erste Baronie war allerdings by writ geschaffen worden. Dadurch war sie üblicherweise auch in weiblicher Linie vererbbar. Demnach wäre der Titel in Abeyance zwischen dessen Töchtern Mary und Anne seines Onkels Sir Owen West († 18. Juli 1551) und deren Erben gefallen. Die zweite Verleihung kann daher in mindestens dreierlei Weise angesehen werden:
- Als unstrittige Erbschaft in männlicher Linie, ggf. unter entsprechender Änderung der Rangfolge. Dementsprechend ignorieren einige Autoren die zweite Verleihung und zählen den 1. Baron zweiter Verleihung als 10. Baron usw.
- Als außerordentlicher Rechtsakt zur Lösung der Nachfolge auf einem wichtigen Lehen, das nicht in der Schwebe gelassen werden sollte. In diesem Fall wäre die bisherige Baronie erloschen.
- Als Behelf, um relativ komplexe Probleme der Vererbung im Einzelfall zu lösen, bevor die Regeln der Abeyance, wie sie heute bestehen, ausgearbeitet worden waren. In diesem Fall wäre die bisherige Baronie mit der neuen verschmolzen.

### Viscount Cantelupe
Zusammen mit der Earlswürde wurde 1761 in der Peerage of Great Britain auch der nachgeordnete Titel Viscount Cantelupe geschaffen, der bis 1870 als Höflichkeitstitel des Titelerben (Heir apparent) geführt wurde. 

### Baron Buckhurst
1870 erbte der spätere 7. Earl De La Warr von seiner Mutter den Titel Baron Buckhurst, of Buckhurst in the County of Sussex, der 1864 in zweiter Verleihung in der Peerage of the United Kingdom für diese geschaffen worden war. Seither führt der Titelerbe (Heir apparent) des Earls den Höflichkeitstitel Lord Buckhurst.

## Liste der Earls und Barone De La Warr

### Barone De La Warr, erste Verleihung (1299)
- Roger la Warr, 1. Baron De La Warr (bl. 1320)
- John la Warr, 2. Baron De La Warr (um 1277–1347)
- Roger la Warr, 3. Baron De La Warr (um 1329–1370)
- John la Warr, 4. Baron De La Warr (um 1344–1398)
- Thomas la Warr, 5. Baron De La Warr (um 1352–1427)
- Reginald West, 6. Baron De La Warr (um 1394–1451)
- Richard West, 7. Baron De La Warr (um 1430–1476)
- Thomas West, 8. Baron De La Warr (um 1457–1525)
- Thomas West, 9. Baron De La Warr (um 1475–1554) (1554 entweder abeyant, erloschen oder verschmolzen)

### Barone De La Warr, zweite Verleihung (1572)
- William West, 1. Baron De La Warr (1520–1595) (bzw. 10. Baron)
- Thomas West, 2. Baron De La Warr (1556–1602) (bzw. 11. Baron)
- Thomas West, 3. Baron De La Warr (1577–1618) (bzw. 12. Baron)
- Henry West, 4. Baron De La Warr (1603–1628) (bzw. 13. Baron)
- Charles West, 5. Baron De La Warr (1626–1687) (bzw. 14. Baron)
- John West, 6. Baron De La Warr (1663–1723) (bzw. 15. Baron)
- John West, 7. Baron De La Warr (1693–1766) (bzw. 16. Baron) (1761 zum Earl De La Warr erhoben)

### Earls De La Warr (1761)
- John West, 1. Earl De La Warr (1693–1766)
- John West, 2. Earl De La Warr (1729–1777)
- William West, 3. Earl De La Warr (1757–1783)
- John West, 4. Earl De La Warr (1758–1795)
- George Sackville-West, 5. Earl De La Warr (1791–1869)
- Charles West, 6. Earl De La Warr (1815–1873)
- Reginald Sackville, 7. Earl De La Warr (1817–1896)
- Gilbert Sackville, 8. Earl De La Warr (1869–1915)
- Herbrand Sackville, 9. Earl De La Warr (1900–1976)
- William Sackville, 10. Earl De La Warr (1921–1988)
- William Sackville, 11. Earl De La Warr (* 1948)

Heir apparent ist der Sohn des jetzigen Earls, William Herbrand Thomas Sackville, Lord Buckhurst (* 1979).

Dessen Heir apparent ist dessen Sohn, Hon. William Lionel Robert Sackville (* 2014).

## Sonstiges
Nach Thomas West, 3. Baron De La Warr, der ab 1610 Gouverneur der englischen Kolonie Virginia in Amerika war, ist die Meeresbucht Delaware Bay benannt und nach dieser auch der US-Bundesstaat Delaware, der Delaware River, der Indianerstamm der Delawaren (Lenni Lenape), sowie mehrere Delaware Counties und Delaware Townships etc.